# Crambus hachimantaiensis
Crambus hachimantaiensis là một loài bướm đêm trong họ Crambidae.